# Joanna Zawadzka
Joanna Zawadzka (* 20. Februar 1997 in Czarna Sędziszowska) ist eine  polnische Tennisspielerin.

## Karriere
Zawadzka begann im Alter von 12 Jahren das Tennisspielen. Sie spielt bislang vor allem Turniere der ITF Women’s World Tennis Tour, wo sie bisher vier Turniere im Doppel gewann.
Ihr erstes Turnier der WTA Tour spielte Zawadzka, als sie eine Wildcard für die Qualifikation zu den Katowice Open 2015 erhielt, wo sie aber bereits in der ersten Qualifikationsrunde gegen Jelisaweta Kulitschkowa mit 6:4, 2:6 und 0:6 verlor.

## Turniersiege

### Doppel
| Nr. | Datum            | Turnier            | Kategorie   | Belag           | Partnerin          | Finalgegnerinnen                  | Ergebnis           |
| --- | ---------------- | ------------------ | ----------- | --------------- | ------------------ | --------------------------------- | ------------------ |
| 1.  | 9. Dezember 2017 | Jablonec nad Nisou | ITF $15.000 | Teppich (Halle) | Dagmar Dudlaková   | Aneta Kladivová Vendula Žovincová | 0:6, 6:3, [12:10]  |
| 2.  | 4. Mai 2019      | Tabarka            | ITF W15     | Sand            | Kristýna Hrabalová | Barbara Gatica Rebeca Pereira     | 7:64, 6:77, [11:9] |
| 3.  | 5. August 2023   | Monastir           | ITF W15     | Hartplatz       | Matilde Mariani    | Jekaterina Schalimowa Julia Zhu   | 6:2, 6:2           |
| 4.  | 12. August 2023  | Monastir           | ITF W15     | Hartplatz       | Matilde Mariani    | Emma Martellenghi Beatrice Stagno | 6:3, 2:6, [10:5]   |